# فريد كرين (ممثل)
فريد كرين (بالإنجليزية: Fred Crane)‏ مواليد 22 مارس 1918 في نيو أورلينز، الولايات المتحدة - الوفاة 21 أغسطس 2008 في أتلانتا، الولايات المتحدة، هو ممثل أمريكي بدأ مسيرته الفنية سنة 1939. امتدت مسيرته الفنية لأكثر من 26 عاما. ظهر في فيلم ذهب مع الريح.

## روابط خارجية
- فريد كرين على موقع IMDb (الإنجليزية)
- فريد كرين على موقع أول موفي (الإنجليزية)
- فريد كرين على موقع قاعدة بيانات الأفلام السويدية (السويدية)
- فريد كرين على موقع قاعدة بيانات الفيلم (الإنجليزية)